# Otepää kommun
Otepää kommun (estniska: Otepää vald) är  en kommun i landskapet Valgamaa i sydöstra Estland. Kommunen ligger cirka 190 kilometer sydöst om huvudstaden Tallinn. Staden Otepää utgör kommunens centralort.
Kommunen bildades den 22 oktober 1999 genom en sammanslagning av Otepää stad och den omkringliggande Pühajärve kommun.
Den 21 oktober 2017 uppgick Sangaste kommun, en del av Puka kommun (småköpingen Puka samt byarna Kibena, Kolli, Komsi, Kuigatsi, Kähri, Meegaste, Plika, Prange, Põru, Ruuna och Vaardi) samt en del av Palupera kommun (byarna Lutike, Makita, Miti, Neeruti, Nõuni, Päidla och Räbi) i Otepää kommun.

## Geografi

### Klimat
Trakten ingår i den hemiboreala klimatzonen. Årsmedeltemperaturen i trakten är 6,3 °C. Den varmaste månaden är juli, då medeltemperaturen är 18 °C, och den kallaste är januari, med −4,3 °C.

## Orter
I Tartu kommun finns en stad, två småköpingar samt 52 byar.

### Städer
- Otepää (centralort)

### Småköpingar
- Puka
- Sangaste

### Byar
- Arula
- Ilmjärve
- Kassiratta
- Kastolatsi
- Kaurutootsi
- Keeni
- Kibena
- Koigu
- Kolli
- Komsi
- Kuigatsi
- Kurevere
- Kähri
- Kääriku
- Lauküla
- Lossiküla
- Lutike
- Makita
- Meegaste
- Miti
- Mäeküla
- Mägestiku
- Mägiste
- Mäha
- Märdi
- Neeruti
- Nõuni
- Nüpli
- Otepää
- Pedajamäe
- Pilkuse
- Plika
- Prange
- Pringi
- Põru
- Päidla
- Pühajärve
- Raudsepa
- Restu
- Risttee
- Ruuna
- Räbi
- Sarapuu
- Sihva
- Tiidu
- Truuta
- Tõutsi
- Vaalu
- Vaardi
- Vana-Otepää
- Vidrike
- Ädu